# Alone (pel·lícula)
|  | Aquest article tracta sobre la pel·lícula tailandesa. Si cerqueu la ciutat romana a la Vila Joiosa, vegeu «Allon». |

Alone és una pel·lícula tailandesa de terror del 2007, dirigida per Banjong Pisanthanakun i Parkpoom Wongpoom, creadors de Shutter.

## Argument
Tracta sobre la Pim viu a Seül amb el seu marit Vee. El dia del seu aniversari rep la notícia que la seva mare ha tingut un ictus i està a l'hospital de la capital, Bangkok. La Pim i en Vee surten immediatament cap a Bangkok, i es queden a l'antiga casa mentre la mare d'en Pim continua a l'hospital. Quan són a la casa, els records de la Pim reapareixen, i es descobreix un trauma relacionat amb la seva germana Ploy. En efecte, la Pim i la Ploy eren bessones siameses, unides per l'abdomen, però la Ploy va morir durant una complicada intervenció quirúrgica que els feren per separar-les. Des d'aleshores, la Pim ha viscut amb un gran sentiment de culpa, que es fa més fort quan és a la casa, i comença a veure el fantasma de la seva germana pertot arreu.

## Repartiment
- Marsha Wattanapanich: Pim i Ploy
- Vittaya Wasukraipaisan: Wee
- Ruchanu Boonchooduang: mare de Pim i Ploy
- Hatairat Egereff: Pim als 15 anys
- Rutairat Egereff: Ploy als 15 anys
- Chutikan Vimuktananda: Pim als 7 anys
- Chayakan Vimuktananda: Ploy als 7 anys
- Namo Tongkumnerd: Wee als 15 anys